# Timon Erik Adolph
Timon Erik Adolph (* 1985 in Kirchen (Sieg)) ist ein Internist und Gastroenterologe. Er ist als junger Forscher vielfach ausgezeichnet worden und ist Mitglied der Österreichischen Akademie der Wissenschaften.

## Wirken
Adolph forscht im Gastroenterologischen Labor und ist Oberarzt an der Universitätsklinik für Innere Medizin I der Medizinischen Universität in Innsbruck, die von Herbert Tilg geleitet wird.
Seine PhD-Arbeit, für die er in Cambridge forschte, wurde in der Fachzeitschrift Nature publiziert. Sein Interesse gilt Entzündungen am gastrointestinalen Mikrobiom sowie Lebererkrankungen wie Morbus Crohn oder der nicht-alkoholischen Fettlebererkrankung (NAFLD). Seine Arbeit umfasst folgende Schwerpunkte: Rolle von Entzündungsmediatoren wie Zytokinen bei Lebererkrankungen und metabolischen Störungen, geschlechtsspezifische Unterschiede in der Immunantwort und Mikrobiomzusammensetzung bei Lebererkrankungen. Einfluss des Mikrobioms auf die Lebergesundheit, insbesondere bei Fettleber und Alkoholkrankheit. Er verwendete Mausmodelle zur Untersuchung von Krankheitsmechanismen und Therapien.
Er untersuchte auch mögliche Auswirkungen von einer COVID-19-Infektion auf Lebererkrankungen.
Die Literatur- und Zitationsdatenbank Scopus führt ihn als Autor beziehungsweise Mitautor von 78 Fachpublikationen und schreibt ihm einen h-Index von 33 zu (Stand: 2024).

## Auszeichnungen
Adolph wurden eine Reihe von Preisen verliehen, darunter der Falk Award der Österreichischen Gesellschaft für Gastroenterologie und Hepatologie, der Ismar Boas Basic Research Award der Deutschen Gesellschaft für Gastroenterologie, Verdauungs- und Stoffwechselkrankheiten (DGVS), der Future Award der Deutschen Arbeitsgemeinschaft für Chronisch entzündliche Darmerkrankungen (DACED), der Tyrolean Science Award (Tiroler Wissenschaftsförderung) und 2022 der Kardinal-Innitzer-Förderungspreis für Human- und Veterinärmedizin. Er ist der zweite Forscher an der Medizinischen Universität Innsbruck, der einen Starting Grant des Europäischen Forschungsrats bekam.

## Schriften (Auswahl)
- ER stress converts autophagy defects into intestinal inflammation. Thesis, University of Cambridge, 2015.